# Инатовце
Инатовце (алб. Inatoc или Inatoci, Inatovc или Inatovci) је насеље у општини Гњилане, Косово и Метохија, Република Србија. Насеље је након 1999. године познато и као Кокај (алб. Kokaj или Kokaji).

## Становништво
| Демографија | Демографија | Демографија |
| Година      | Становника  | Становника  |
| ----------- | ----------- | ----------- |